# Río Ungría
El río Ungría es una corriente fluvial del interior de España, afluente del río Tajuña por su margen derecha que  discurre por la provincia de Guadalajara. Casi todo su curso está encajonado en un profundo y estrecho valle que horada los páramos de la Alcarria. Su principal afluente es el río Matayeguas, que desemboca en su orilla derecha cerca de Lupiana.

## Curso

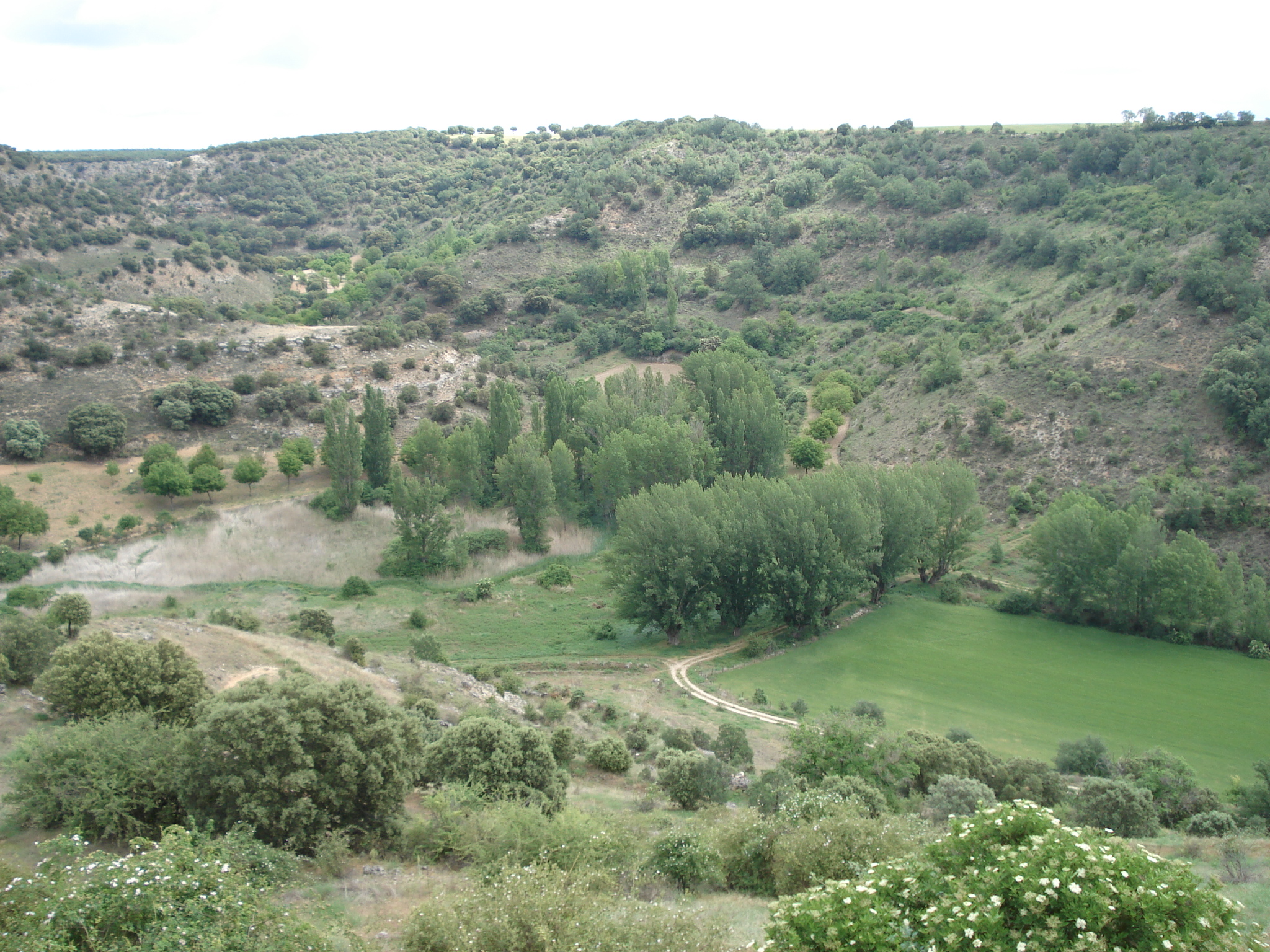
Nacimiento del Río Ungría en Fuentes de la Alcarria.

Nace en las proximidades de Fuentes de Alcarria, fruto de la confluencia de dos pequeños barrancos, y desemboca en el río Tajuña cerca de Armuña de Tajuña. Su recorrido total es de aproximadamente 30 km. A lo largo de su curso atraviesa además los términos municipales de Brihuega (por Fuentes de la Alcarria y Valdesaz), Caspueñas, Atanzón, Valdeavellano, Lupiana, Horche y Armuña de Tajuña.
La Asociación para el Desarrollo de la Alcarria y la Campiña (ADAC) inició en el mes de agosto de 2009 los trámites ante la Consejería de Industria, Energía y Medio Ambiente de la Junta de Comunidades de Castilla - La Mancha para la declaración de este espacio como Paisaje Protegido. Finalmente, la Dirección General de Medio Natural y Biodiversidad del Gobierno de Castilla-La Mancha declaró el paisaje protegido “Valle del Río Ungría” en los términos municipales de Atanzón, Brihuega, Caspueñas, Gajanejos, Guadalajara, Ledanca, Lupiana, Muduex, Trijueque y Valdeavellano. 

## Toponimia
Probablemente su nombre deriva de umbría [cita requerida] dado que su curso transcurre por un valle relativamente estrecho y profundo.

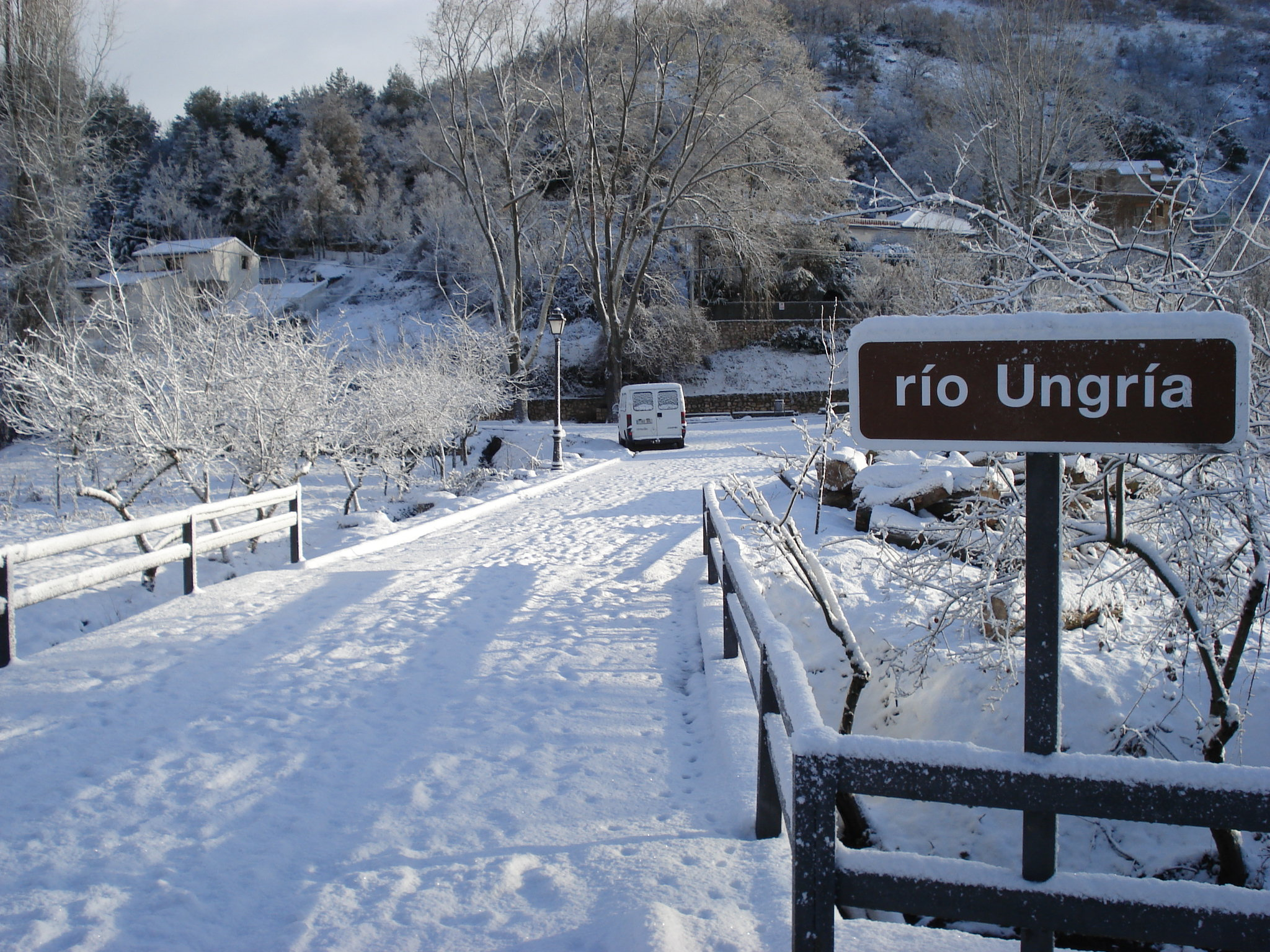
Puente sobre el río Ungría en Caspueñas.

## Geografía
Su caudal se surte fundamentalmente de numerosos manantiales y fuentes a lo largo del curso, y en su tramo final tiene como afluente el río Matayeguas por su margen derecha. 
El río sufrió una transformación a principios de años 1970 con la concentración parcelaria que canalizó dicho curso sin meandro alguno y en línea recta transformando con ello toda la fauna y flora que hasta entonces existía. Su curso además se ve constantemente dividido en caces y acequias por la presencia de varios molinos a lo largo del valle. En la actualidad parte de su vegetación y su fauna en algunos tramos de su ribera se ha recuperado. 